# 鄧青雲
鄧 青雲（チン・W・タン、中国語: 鄧青云、英語: Ching W. Tang、1947年7月23日 - ）は、アメリカ合衆国の物理学者。
全米技術アカデミー、アメリカ物理学会、国際情報ディスプレイ学会、香港科学アカデミーなどに所属。ロチェスター大学の化学工学科・化学科・物理・天文学科名誉教授、香港科技大学教授などを歴任。

## 研究領域
鄧青雲の主要な業績は、有機EL（OLED）の発明、ヘテロ接合型有機薄膜太陽電池の発明、そして有機ELディスプレイ技術の開発である。
有機半導体材料と有機エレクトロニクスに関する鄧の基礎研究および産業化における研究は、業界でも認められている。2006年、鄧は「有機発光半導体とヘテロ接合型有機太陽電池の発明によって現代の有機光エレクトロニクスの基礎を築いた」ことが評価され、全米技術アカデミーの会員に選出された。 2011年、「化学合成および特性の分野における詳細な創造的貢献、そして有機材料に対する理解」が評価され、シカゴ大学のStuart A. Riceおよびカーネギーメロン大学のクリストフ・マテャシェフスキーとともにウルフ財団からウルフ賞化学部門を授与された。同部門を受賞した史上初の中国人である。

## 人物
鄧青雲は華僑であり、1947年に香港の元朗で生まれ、祖籍は広東である。元朗公立中学（中学校）、英皇書院（高校）を卒業後、1970年にブリティッシュコロンビア大学で化学・理学の学士号を、1975年にコーネル大学から物理化学の博士号を取得した。1975年から2006年まではイーストマン・コダック社に所属し、研究科学者、上級研究科学者、助手研究員、上級助手研究員および上級研究員を務めた。2006年にロチェスター大学に招聘され、2013年より香港科学技術大学高等研究所の教授。

## 科学アカデミー会員
- 1998年 - アメリカ物理学会 フェロー
- 2002年 - The Society for Information Display フェロー
- 2006年 - 全米技術アカデミー 会員
- 2015年 - the Academy of Sciences of Hong Kon 創立メンバー[8]

## 受賞
- 1994年 - Eastman Kodak Distinguished Inventor, from the Eastman Kodak Company;
- 1999年 - Eastman Kodak Team Achievement Award, from the Eastman Kodak Company;
- 2000年 - Eastman Innovation Award, from the Eastman Kodak Company;
- 2001年 - Jan Rajchman Prize, from the Society for Information Display;
- 2001年 - Carothers Award, from the American Chemical Society;
- 2001年 - Northeast Regional Innovation Award, from the American Chemical Society;[9]
- 2002年 - Rochester Law Association Inventor of the Year Award, from the Rochester Intellectual Property Law Association;[10]
- 2003年 - Team Innovation Award, from the American Chemical Society;[11]
- 2003年 - Distinguished Fellow of the Kodak Research Laboratories, from the Eastman Kodak Company;
- 2005年 - フンボルト賞（フンボルト財団）
- 2006年 - Doris Johns Cherry Professorship, from University of Rochester;
- 2007年 - IEEEダニエル・E・ノーブル賞
- 2010年 - Lifetime Achievement Award, from the Hajim School of Engineering and Applied Sciences, University of Rochester.[12]
- 2010年 - Chair Professorship, from the Institute of Functional Nano & Soft Materials, Soochow University.
- 2011年 - ウルフ賞化学部門[13]
- 2013年 - エドゥアルト・ライン財団技術賞[14]
- 2014年 - Nick Holonyak Jr. Award, from the Optical Society[15]
- 2014年 - トムソン・ロイター引用栄誉賞
- 2017年 - IEEE ジュンイチ・ニシザワメダル[16]
- 2018年 - C&C賞[17]
- 2019年 - 京都賞先端技術部門[18]

## 栄誉
- 2002年 - 華南理工大学栄誉教授
- 2004年 - 上海大学栄誉教授[19]
- 2010年 - 上海大学栄誉博士学位.[20]
- 2013年 - 消費者電子学会 CE Hall Of Fame[21]
- 2018年 - 全米発明家殿堂選出[22]

## おもな著作
- Tang, C. W., Two-layer organic photovoltaic cell, Applied Physics Letters (1986), 48(2), 183-5. DOI: 10.1063/1.96937
- Tang, C. W.; VanSlyke, S. A., Organic electroluminescent diodes, Applied Physics Letters (1987), 51(12), 913-15. DOI: 10.1063/1.98799
- Tang, C. W.; VanSlyke, S. A.; Chen, C. H., Electroluminescence of doped organic thin films, Journal of Applied Physics (1989), 65(9), 3610-16. DOI: 10.1063/1.343409
- VanSlyke, S. A.; Chen, C. H.; Tang, C. W., Organic electroluminescent devices with improved stability, Applied Physics Letters (1996), 69(15), 2160-62. DOI: 10.1063/1.117151

## 参考
1. ↑  香港科技大學賽馬會高等研究院
2. ↑  清華新聞網 《第三代显示技术发明人邓青云访问清华》 Archived 2014-02-02 at the Wayback Machine.
3. ↑  科學網 《华人科学家邓青云教授获2011年沃尔夫化学奖》
4. ↑  港產科學家奪沃爾夫化學獎
5. ↑  新華網 《邓青云 博士》 Archived 2004-01-07 at the Wayback Machine.
6. ↑  University of Rochester Inventor of Next-Generation Display Technology Joins Faculty
7. ↑  高等研究院東亞銀行教授席 アーカイブ 2014年10月6日 - ウェイバックマシン
8. ↑  “具權威港科院12月成立” (中国語). 2016年3月4日時点のオリジナルよりアーカイブ。2017年1月11日閲覧。
9. ↑  “Regional Industrial Innovation Awards Recipients”. 2012年3月23日時点のオリジナルよりアーカイブ。2010年10月21日閲覧。
10. ↑  “Inventor of the Year”. 2012年4月26日閲覧。
11. ↑  “ACS Award for Team Innovation”. 2012年3月23日時点のオリジナルよりアーカイブ。2010年10月19日閲覧。
12. ↑  “Professor Ching W. Tang Honored with Lifetime Achievement Award”. 2010年10月8日時点のオリジナルよりアーカイブ。2010年10月18日閲覧。
13. ↑  “Ching Tang Winner of Wolf Prize in Chemistry - 2011” (英語). 2014年10月11日閲覧。
14. ↑  “Technologiepreis - Technology Award 2013” (ドイツ語). 2008年11月20日時点のオリジナルよりアーカイブ。2013年10月2日閲覧。
15. ↑  “The Optical Society Announces 20 Recipients of Prestigious OSA Awards for 2014” (英語). 2014年10月11日閲覧。
16. ↑  “Recipients of IEEE Jun-Ichi Nishizawa Medal” (英語). 2017年1月18日時点のオリジナルよりアーカイブ。2017年1月11日閲覧。
17. ↑  “NEC C&C Foundation Awards 2018 C&C Prize” (英語). 2019年6月13日閲覧。
18. ↑  “华人科学家获2019年日本京都奖” (英語). 2019年6月14日閲覧。
19. ↑  中國學術會議在線 《“第六届全国暨华人有机分子和聚合物发光与激光学术会议大会”在上海隆重举行》[リンク切れ]
20. ↑  “上海大學《邓青云教授名誉博士学位授予仪式暨学术报告会》” (中文). 2014年10月25日時点のオリジナルよりアーカイブ。2012年12月28日閲覧。
21. ↑  “Introducing the 2013 CE Hall of Fame: The Innovators” (英語). 2014年10月17日時点のオリジナルよりアーカイブ。2014年10月11日閲覧。
22. ↑  “Ching Tang inducted into National Inventors Hall of Fame” (英語). 2019年6月14日閲覧。